# Convento de San Joaquín (Madrid)
El convento de San Joaquín (conocido vulgarmente como de los Afligidos) era un convento de la orden premostratense situado en Madrid, hoy desaparecido.

## Historia

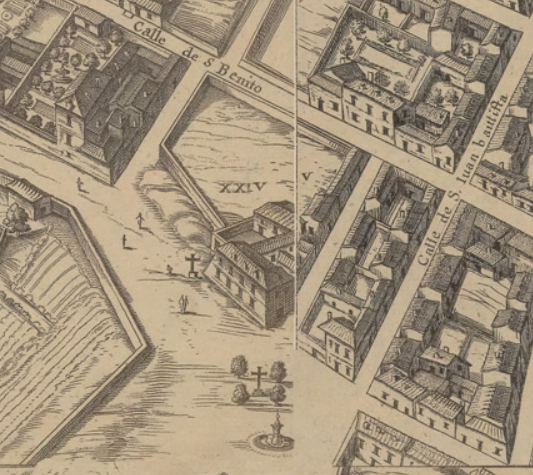
Detalle del plano de Teixeira en el que se muestra el convento (XXIV) y la plazuela de los Afligidos con la fuente de los Afligidos.

En 1606, Juan de Chaves, luego conde de Santa Cruz y su esposa María Paulina de Pacheco cedieron una serie de casas para alojamiento de parte del colegio de los Irlandeses el convento a la vuelta de la corte a Madrid desde Valladolid. Los irlandeses se agruparon en torno a la ermita de San Joaquín y Santa Ana Tras el traslado del colegio a la calle del Humilladero hacia 1635, se constituyó el convento premonstratense siendo iniciado por el monje fray Antonio de la Torre y bajo el patronazgo de Juan de Chaves, ya conde de Santa Cruz. Tras la invasión napoleónica el convento quedó maltrecho y fue arreglado con sencillez. Posteriormente el convento fue derribado.

## Descripción

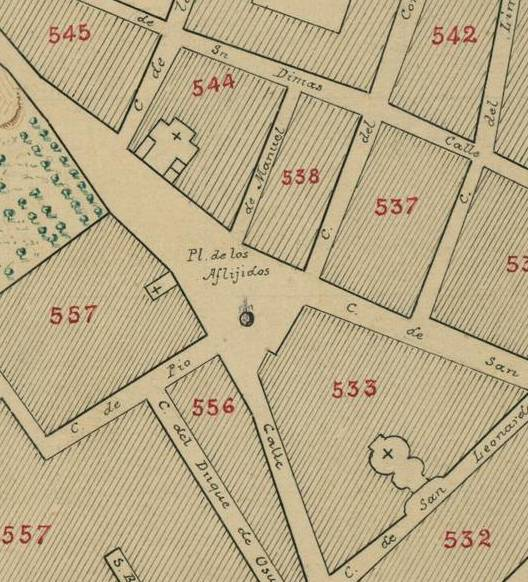
Detalle del plano de Madrid de Antonio Espinosa de los Monteros (1769) en el que se muestra la plazuela de los Afligidos. La manzana 544 corresponde al convento de San Joaquín, la 557 a las casas de los príncipes Pío de Saboya, con la capilla de N.S. de la Concepción, vulgo de la Cara de Dios enclavada en las mismas.

El convento se situaba en la plazuela de los Afligidos, hoy conocida bajo el nombre de plaza de Cristino Martos. Ocupando la manzana 544. Contaba con una sencilla fachada a la plaza. La portada de la iglesia se disponía por un cuerpo bajo en el que se disponía una puerta en arco flanqueada por dos pilares, sobre este cuerpo se encontraba una hornacina con guardapolvos. La hornacina estaba flanqueada por decoraciones florales.
El interior del convento contaba con una capilla dedicada a la imagen de Nuestra Señora de los Afligidos, que daba el nombre popular al convento. En el interior del convento se contenían también otras reliquias como el cuerpo de Santa Columba o la cruz de San Julián. El convento contenía un cuadro de san Julián de Mariano Salvador Maella.

## Nota
1. ↑  Se trataba de una cruz de madera blanca que llevaba el santo en sus viajes. La reina María Luisa de Parma tenía singular devoción a esta reliquia que visitaba, especialmente cuando estaba encinta.